# Elmwood (Illinois)
Elmwood is een plaats (city) in de Amerikaanse staat Illinois, en valt bestuurlijk gezien onder Peoria County.

## Demografie
Bij de volkstelling in 2000 werd het aantal inwoners vastgesteld op 1945. In 2006 is het aantal inwoners door het United States Census Bureau geschat op 1882, een daling van 63 (-3,2%).
Volgens statistieken van de plaatselijke scholengemeenschap is de leerlingenpopulatie etnisch als volgt verdeeld: 96% blank, 1% Latijns, 1% Afro-Amerikaans, 2% gemengd. Gezinnen met een laag inkomen leveren 22% van de leerlingen.

## Geografie
Volgens het United States Census Bureau beslaat de plaats een oppervlakte van 3,2 km², geheel bestaande uit land.

## Plaatsen in de nabije omgeving
De onderstaande figuur toont nabijgelegen plaatsen in een straal van 20 km rond Elmwood.